# Мајра Лома (Калифорнија)
Мајра Лома (енгл. Mira Loma) насељено је место без административног статуса у америчкој савезној држави Калифорнија.

## Демографија
По попису из 2010. године број становника је 21.930, што је 4.313 (24,5%) становника више него 2000. године.
| Група             | 2000.         | 2010.          |
| Белци             | 8.321 (47,2%) | 5.882 (26,8%)  |
| Афроамериканци    | 233 (1,3%)    | 383 (1,7%)     |
| Азијати           | 162 (0,9%)    | 465 (2,1%)     |
| Хиспаноамериканци | 8.513 (48,3%) | 14.846 (67,7%) |
| Укупно            | 17.617        | 21.930         |